# Inna (nome)
Inna (in cirillico: Инна) è un nome proprio di persona russo femminile.

## Varianti
- Bielorusso: Іна (Ina)
- Ucraino: Інна (Inna)[1]

## Origine e diffusione
L'etimologia di questo nome è ignota. Si trattava originariamente di un nome maschile, portato da un santo martire venerato dalla Chiesa ortodossa, sant'Inna. 

## Onomastico
L'onomastico, per la Chiesa ortodossa, si può festeggiare il 20 gennaio in memoria di sant'Inna, discepolo di sant'Andrea, martire in Scizia assieme ai santi Pinna e Rimma. Per le altre confessioni il nome è adespota, cioè non è portato da alcuna santa, quindi l'onomastico ricade il 1º novembre in occasione di Ognissanti.

## Persone
- Inna, modella e cantante rumena
- Inna Deriglazova, schermitrice russa
- Inna Gaponenko, scacchista ucraina
- Inna Lasovskaja, triplista russa
- Inna Osypenko, canoista ucraina naturalizzata azera
- Inna Stepanova, arciera russa
- Inna Suslina, pallamanista russa

## Toponimi
- 848 Inna è un asteroide della fascia principale che prende il nome dall'astronoma russa Inna Nikolaevna Leman-Balanovskaya.